# Средњошколски центар „Вук Караџић”
Средњошколски центар „Вук Караџић” је јавна средњошколска установа у општини Лопаре. Налази се у улици Доситеја Обрадовића бб, у Лопари. Назив је добила по Вуку Стефановићу Караџићу, првом српском лингвисти у 19. веку, реформатору српског језика, сакупљачу народних умотворина и писцу првог речника српског језика, најзначајнијој личности српске књижевности прве половине 19. века.

## Историјат
Иницијатива за отварање одељења средње школе у Лопарама је покренута 1964. године, скупштина Општине Лопаре је донела одлуку о отварању гимназије али се због материјалних проблема није реализовала. У мају 1972. године се поново јавља идеја о отварању подручног одељења, следеће године је Гимназија „Меша Селимовић” из Тузле формирала подручно одељење у Лопарама када је уписано 39 ученика. Настава се одвијала у основној школи, а сви предмети су били стручни. Формиране су спортске секције, покренута акција прикупљање књига за библиотеку и основана омладинска организација.
Школске 1974—75. године је у први разред уписано 62 ученик, а 1975—76. укупно 152 ученика у два прва, два друга и један трећи разред. У наставни процес је било укључено седамнаест професора. Школске 1976—77. године је уписано 195 ученика и запослен 21 професор, 12. маја је матурирала прва генерација гимназијалаца и од тада се овај датум обележава као Дан школе. Фебруара 1977. године је одржан састанак „Формирање средњошколског центра у Лопарама”, прву фазу је чинила изградња учионица и кабинета, а следећег месеца су започети радови на уређењу прилазног пута ка средњошколском центру. Године 2011. им је додељена Златна значка општине Лопаре за постигнуте резултате у области образовања и васпитања.
Данас се школски простор састоји од приземља и једног спрата, располаже са једанаест кабинета и властитом фискултурном салом, као и радионицом за практичну наставу, библиотеком са фондом од 5662 књиге и 343 серијске публикације, располаже са 105 рачунара, једанаест штампача, пет лаптопова, девет дигиталних пројектора, десет графоскопа, пет телевизијских апарата са ДВД-ом, два копир апарата, разгласом, озвучењем са појачалом и шеснаест видео надзорних камера. Учионице су специјализоване за све предмете и опремљене неопходним наставним средствима. Садржи смерове Гимназија, Економија, право и трговина, Електротехника и Машинство и обрада метала.

## Пројекти
Досадашњи пројекти реализовани у школи су:
- „Игралиште уреди – игру покрени” 2021. године[8]
- „Уређење школског дворишта” 2020. године[9]
- „Осавремењивање наставе путем наставних средстава и помагала” 2019. године[10]